# Live from Gdańsk (Koncert w Stoczni)
Live from Gdańsk (Koncert w Stoczni) – album „live” Jeana-Michela Jarre’a z koncertu Przestrzeń Wolności w Gdańsku. Polska premiera albumu odbyła się 27 października 2005 r. Album zawiera wybrane utwory nagrane podczas koncertu.
Nagranie w Polsce uzyskało status platynowej płyty.

## Lista utworów
1. „Shipyard overture” – 4:59
2. „Oxygene 4” – 4:21
3. „Mury” – 5:49
4. „Space of Freedom” – 5:01
5. „Oxygene 8” – 4:45
6. „Light my sky” – 4:51
7. „Tribute to John Paul II” – 6:24
8. „Rendez-vous 4” – 6:20
9. „Aerology remix” – 5:15